# Jugoslaveni
Jugoslaveni je službeni naziv koji se na području SFR Jugoslavije koristio za pripadnike raznih etničkih skupina koji su se na službenim popisima stanovništva izjašnjavali pod ovim imenom. Pojam Jugoslavena primjer je pokušaja formiranja državnoga tipa nacije i pripadnosti gdje se nacionalni identitet pripaja državi, a ne etničkome podrijetlu – što je s uspjehom provedeno u relativno brojnim useljeničkim zemljama poput Australije, SAD-a ili Argentine.
Nakon raspada Jugoslavije većina se Jugoslavena opet izjašnjavala prema etničkoj pripadnosti. Broj Jugoslavena u Hrvatskoj je malen: u popisu stanovništva iz 2001. godine zabilježeno ih je 176, a prema popisu stanovništva iz 2011., broj Jugoslavena je 331. U popisu stanovništva 2021. godine zabilježene su 942 osobe koje su se izjasnile kao Jugoslaveni.

## Povijest
Još od kraja 18. stoljeća, kad su se počele stvarati moderne nacije, bilo je pokušaja definiranja zajedničkoga južnoslavenskog etničkog identiteta.
Krajem 19. i početkom 20. stoljeća, pojam „Jugoslaveni” počeo se koristiti kao sinonim za Južne Slavene, pogotovo one u sastavu Austro-Ugarske. 
Nakon Prvoga svjetskog rata, kad je stvorena Kraljevina Srba, Hrvata i Slovenaca, pojam „Jugoslaveni” koristio se za sve njezine stanovnike, a pogotovo one koji etnički pripadaju Južnim Slavenima. Pojam se tada rabio većinom izvan Kraljevine, jer je službeno postojao naziv jednoga troimenog naroda Srba, Hrvata i Slovenaca. Aleksandar Karađorđević je 1929. uveo diktaturu, preimenovao zemlju u Kraljevinu Jugoslaviju i službeno proglasio da postoji samo jedna jugoslavenska nacija s trima plemenima. Ta je politika ukinuta nakon njegove smrti 1934. godine.
Socijalistička Jugoslavija, stvorena nakon Drugoga svjetskog rata, bila je federacija koja je službeno priznavala etničku raznolikost. Ipak, mnogi su se izjašnjavali kao Jugoslaveni jer su se htjeli poistovjetiti s Jugoslavijom kao cjelinom, a ne s nekime od njezinih naroda. Popis stanovništva iz 1971. zabilježio je 273 077 Jugoslavena, što je bilo 1,33 % ukupnog stanovništva. Popis iz 1981. zabilježio je na području SFRJ-a 1 216 463 ili 5,4 % Jugoslavena. 
Nakon raspada Jugoslavije većina se Jugoslavena opet izjašnjavala prema etničkoj pripadnosti. Ipak, ponegdje još ima osoba koje se deklariraju kao „Jugoslaveni”.
U studenome 2009. u Subotici je osnovan inicijativni odbor za osnutak nacionalnoga vijeća Jugoslavena u Republici Srbiji, pri čemu je njihov predstavnik naglasio da je njihov jezik „srpskohrvatski”.

## Brojnost
Nepotpun popis:
- SAD: 210 395 (2021.)[5]
- Kanada: 38 480 (2016.)[6]
- Srbija: 27 143 (2022.)[7]
- Australija: 26 883 (2011.)[8]
- Bosna i Hercegovina: 2 570 (2013.)[9]
- Crna Gora: 1 154 (2011.)[10]
- Slovenija: 527 (2002.)[11]
- Hrvatska: 942 (2021.)[3]
- Sjeverna Makedonija: 344 (2021.)[12]

## Poznati deklarirani Jugoslaveni
- Gavrilo Princip
- Milan Marjanović
- Grga Budislav Angjelinović
- Josip Broz Tito
- Sava Kovačević
- Goran Bregović
- Lepa Brena
- Leon Lučev[13]